# Oberferrieden

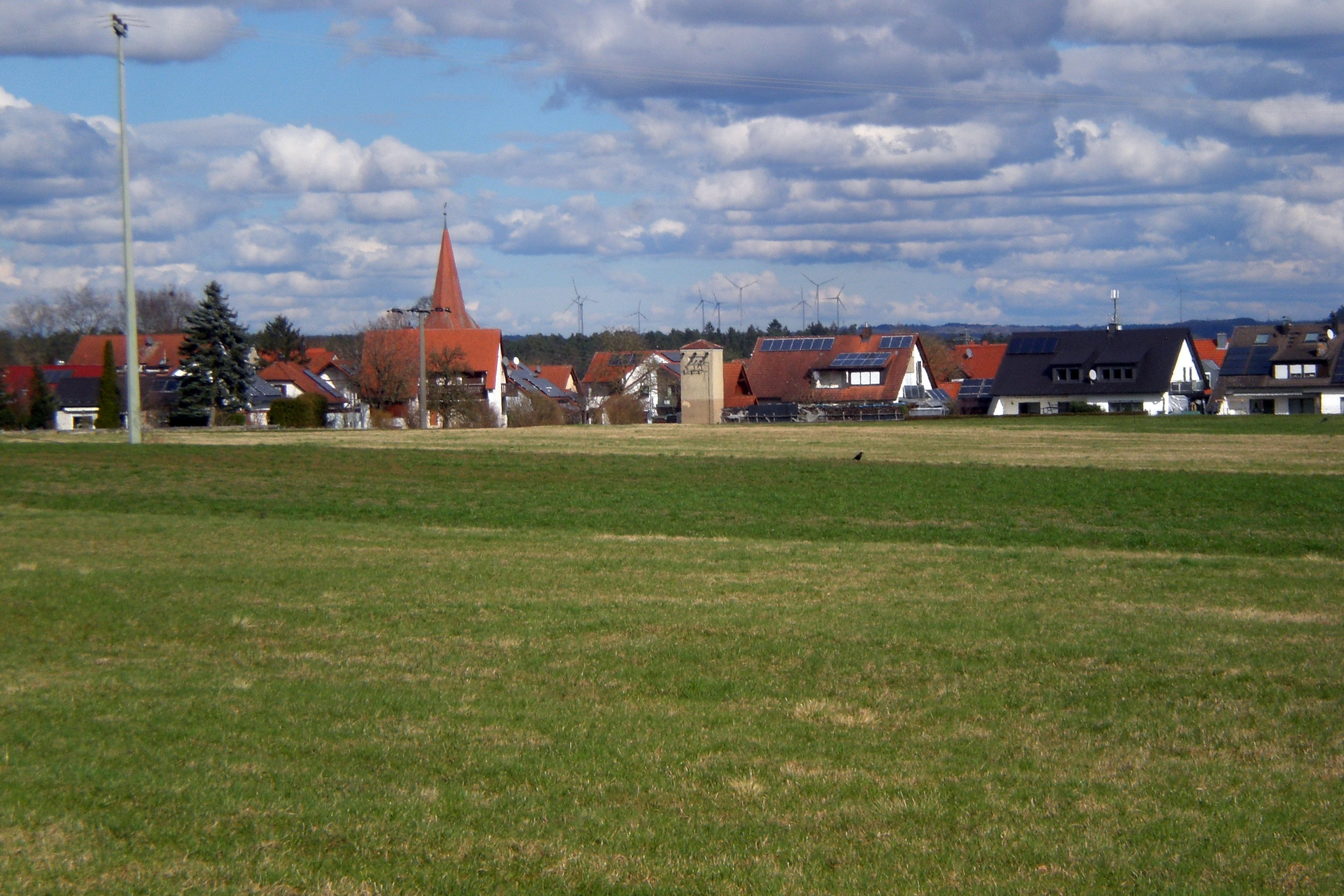
Oberferrieden (2024)

Oberferrieden ist ein Gemeindeteil der Gemeinde Burgthann im Landkreis Nürnberger Land (Mittelfranken, Bayern). Die Gemarkung Oberferrieden liegt teils auf dem Gemeindegebiet von Burgthann, teils auf dem Gemeindegebiet von Schwarzenbruck. Sie hat eine Fläche von 5,449 km² und ist in 1824 Flurstücke aufgeteilt, die eine durchschnittliche Flurstücksfläche von 2987,25 m² haben. In ihr liegen neben dem namensgebenden Ort die Gemeindeteile Bachmühle, Heinleinshof, Pfeifferhütte (zum Teil) und Rübleinshof.

## Lage
Das Pfarrdorf wird von der Bundesstraße 8 tangiert, die nach Pfeifferhütte (2,8 km nordwestlich) bzw. nach Postbauer-Heng verläuft (2,4 km südöstlich). Gemeindeverbindungsstraßen führen zur Kreisstraße LAU 31 (1,5 km nordwestlich), nach Steinbach (0,9 km östlich) und nach Unterferrieden ebenfalls zur LAU 31 (1,2 km westlich).

## Geschichte

### Gemeindebildung
Mit dem Gemeindeedikt (frühes 19. Jahrhundert) wurde der Steuerdistrikt Oberferrieden gebildet. Zu diesem gehörten Bachmühle, Brandmühle, Dieterleinshütte, Kothmühle, Oberlindelburg, Pfeifferhütte, Unterferrieden und Unterlindelburg. Zugleich entstand die Ruralgemeinde Oberferrieden, zu der Bachmühle, Dieterleinshütte, Kothmühle, Pfeifferhütte und Rübleinshof gehörten. Sie unterstand in Verwaltung und Gerichtsbarkeit dem Landgericht Altdorf. Im Zuge der Gebietsreform in Bayern wurde die Gemeinde Oberferrieden am 31. Dezember 1971 aufgelöst: Bachmühle, Heinleinshof, Oberferrieden und Rübleinshof wurden nach Burgthann eingegliedert, Pfeifferhütte nach Schwarzenbruck.

### Zweiter Weltkrieg
Im Zweiten Weltkrieg wurde Oberferrieden zu einem Großteil zerstört. Soldaten der 17. SS-Panzergrenadier-Division „Götz von Berlichingen“ hatten sich auf ihrem Rückzug nach Süden im Ort verschanzt und versuchten den Vorstoß amerikanischer Truppen aufzuhalten. Bitten der Bevölkerung, weiter zu ziehen und das Dorf vor einem Beschuss zu bewahren, wurden abgelehnt. Kurz zuvor hatte der Kommandeur der Division noch den Bürgermeister von Burgthann Andreas Fischer erschießen lassen, weil er weiße Tücher zum Zeichen der Kapitulation hatte aufhängen lassen.
Die Kämpfe dauerten vom 18. bis 20. April 1945. Da die Amerikaner nach hohen Verlusten im Häuserkampf dazu übergegangen waren, Oberferrieden aus der Ferne mit Phosphorgranaten zu beschießen, brannte der größte Teil des Dorfes ab. Nach drei Tagen zogen die deutschen Soldaten weiter.
Die völlig sinnlosen Kämpfe hatten einer unbekannten, aber großen Zahl von amerikanischen Soldaten das Leben gekostet, drei SS-Soldaten lagen tot im Dorf und acht Zivilisten waren aufgrund der Kämpfe ums Leben gekommen. Pfarrer Kurt Crämer beerdigte sie am 25. April 1945 auf dem Friedhof. Grundlage seiner Trauerrede war Psalm 88,14-16: „Ich schreie zu dir, HERR, und mein Gebet kommt frühe vor dich: Warum verstößt du, HERR, meine Seele und verbirgst mein Antlitz vor mir? Ich bin elend und dem Tod nahe von Jugend auf; ich erleide deine Schrecken, dass ich fast verzage.“
So bald als möglich machte man sich an den Wiederaufbau des Dorfes. Dabei erwarb sich vor allem die Ehefrau des Pfarrers, Emy Crämer, bleibende Verdienste. Sie organisierte Baumaterial und Transportmittel, wurde bei Behörden vorstellig und erreichte dort mancherlei Unterstützung. Für diesen Einsatz wurde ihr später das Bundesverdienstkreuz verliehen.

### Einwohnerentwicklung
| Jahr      | 1910 | 1933 | 1939 | 1987 | 2013 | 2017 |
| Einwohner | 521  | 556  | 640  | 864  | 1259 | 1223 |

## Bauwerke

### Gefallenendenkmal

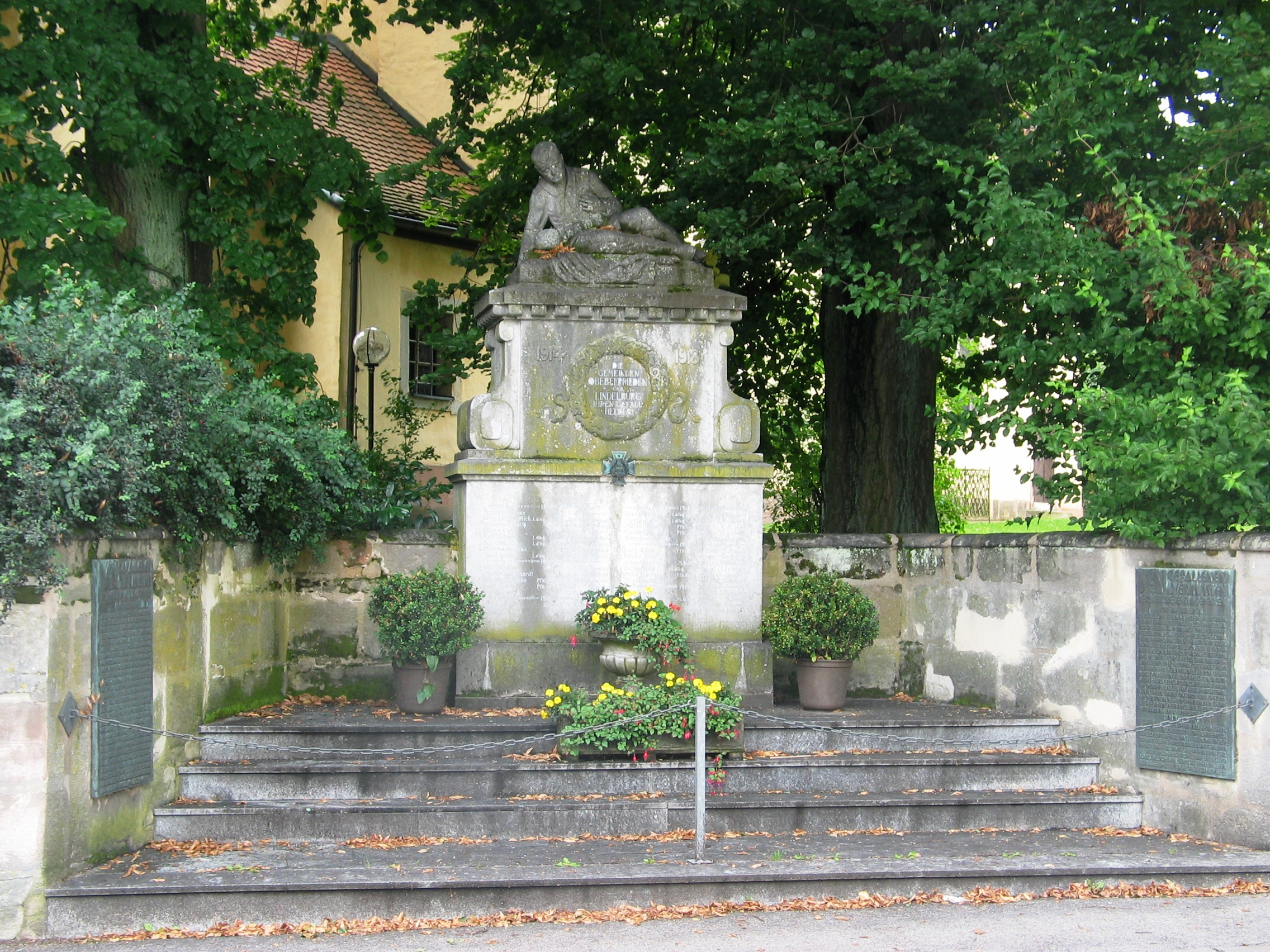
Gefallenendenkmal Oberferrieden

In einer Nische der Mauer, die die Marienkirche umgibt, steht das Denkmal für die Gefallenen der beiden Weltkriege. Es wurde am 10. September 1922 eingeweiht.
Im Sockel des Denkmals sind 30 Namen von Gefallenen des Ersten Weltkrieges mit Herkunftsort, Dienstgrad, Datum und Ort des Todes eingemeißelt. Auf dem Sockel ruht ein Sarkophag. An ihm sind die Jahreszahlen 1914 und 1918 zu sehen sowie ein Lorbeerkranz. In seinem Rund steht: „DIE GEMEINDEN OBERFERRIEDEN UND LINDELBURG IHREN GEFALL. HELDEN“. Das Denkmal wird gekrönt von der sehr realistischen Darstellung eines sterbenden Soldaten.
Rechts und links sind an den Mauernischen Tafeln angebracht. Unter der Überschrift „DEN GEFALLENEN UND VERMISSTEN DES 2. WELTKRIEGES ZUM GEDENKEN“ sind die Namen von 79 Personen verzeichnet. Darunter sind auch die Namen von Frauen, die während der Kriegshandlungen in Oberferrieden das Leben verloren haben.
Die beiden Linden, die heute das Denkmal flankieren, wurden 1933 – wie vielerorts üblich – anlässlich der Machtergreifung Adolf Hitlers gepflanzt. An jedem Volkstrauertag ist das Denkmal heute noch Ort einer Gedenkfeier.

### Marienkirche
Die spätmittelalterliche, evangelische Marienkirche befindet sich im Ortskern von Oberferrieden.

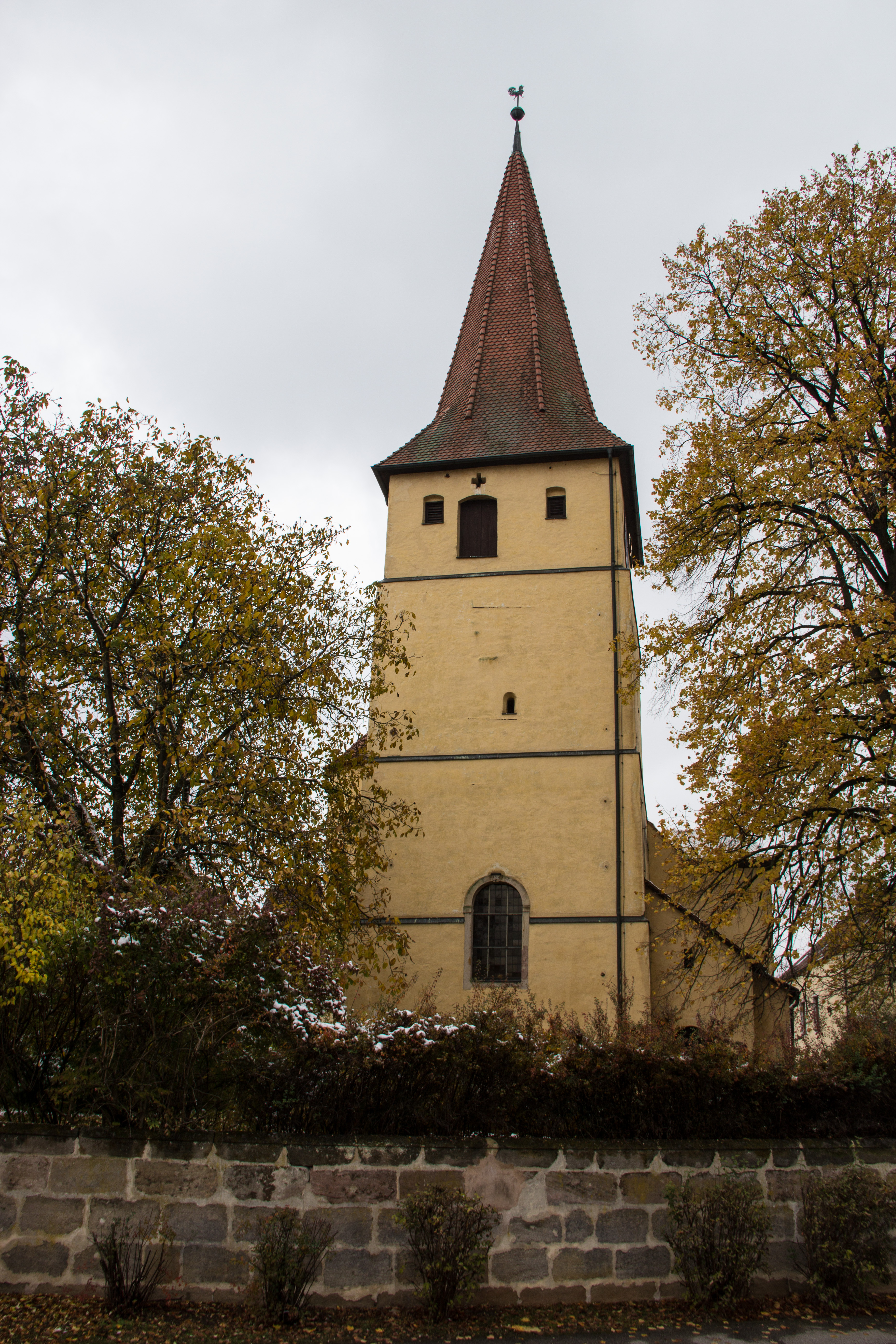
Marienkirche

## Infrastruktur

### Verkehr

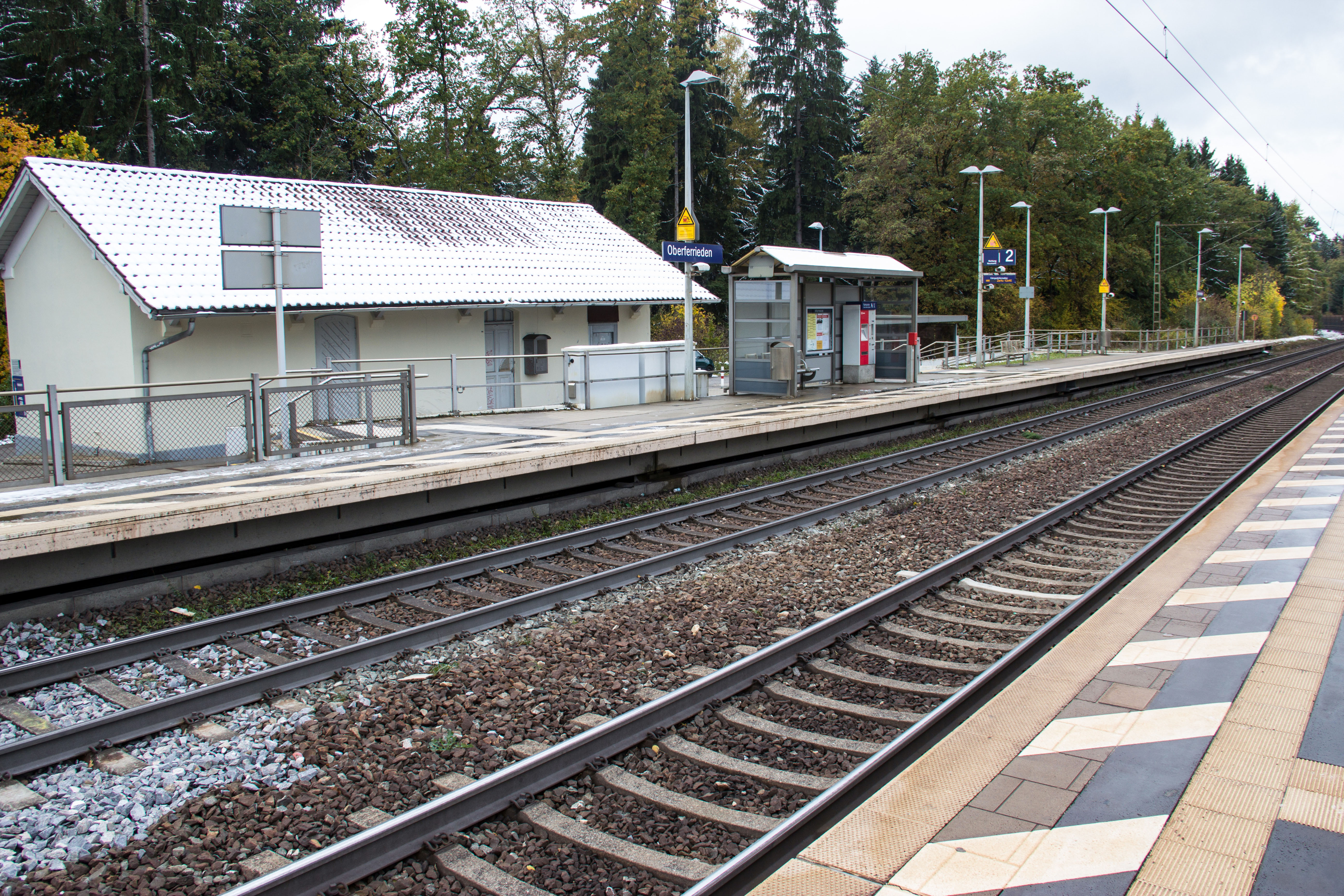
Bahnhof Oberferrieden

Der Bahnhof Oberferrieden liegt an der Bahnstrecke Nürnberg–Regensburg und ist eine S-Bahn Station der der Linie S1 Bamberg – Neumarkt (Oberpfalz). Allerdings befindet sich der Bahnhof näher am Ortsteil Ezelsdorf, der seit der Benennung stärker gewachsen ist, als an Oberferrieden.

### Industrie und Dienstleistung

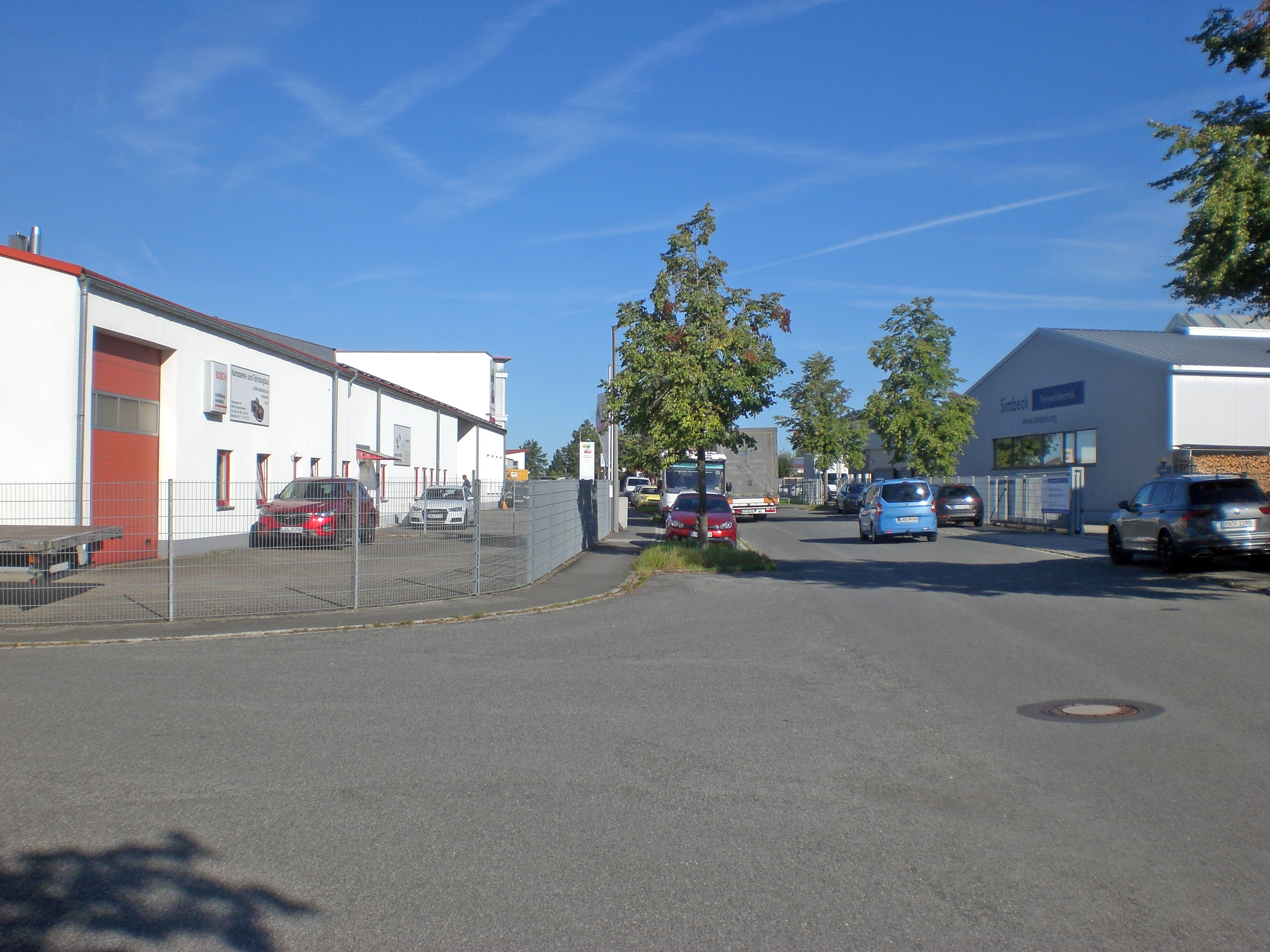
Gewerbegebiet „Am Espen“

In Oberferrieden befindet sich das Gewerbegebiet „Am Espen“. Dort finden sich zahlreiche Handwerksbetriebe, Geschäfte, Nahversorger und zwei Tankstellen.

## Persönlichkeiten

### Söhne und Töchter des Ortes
- Jakob Friedrich Binder (1787–1856), von 1821 bis 1853 Erster Bürgermeister von Nürnberg